# Ансбах-Байройт
Ансбах-Байройт (на немски: Ansbach-Bayreuth) е късото обозначение на бивша пруска управленска територия, съществувала от 1792 г. до края на Свещената Римска империя на немската нация. Образувана е от до1791/1792 г. самостоятелните територии на Княжество Ансбах и Княжество Байройт, които още от 1769 г. са управлявани в персоналунион от последните франкско-хоенцолернски маркграфове. Централно териториите се управляват пруското управление в Ансбах.

## История
Образуването на пруската територия на управление Ансбах-Байройт е през 1792 г. след като Карл Александър, последният маркграф на Бранденбург-Ансбах (и от 1769 г. в персоналунион също на Бранденбург-Байройт), през декември 1791 г. се отказва от управлението и дава двете княжества на Кралство Прусия (за годишна пенсия от 300 000 гулдена). Управлението на двете територии първо е поето от Карл Аугуст фон Харденберг († 1822). Така фактически хоенцолернското Бургграфство Нюрнберг е отново обединено, от чието поделяне през 15 век се образували двете княжества.
През 1810 г. цялата територия преминава към Кралство Бавария.